# Сабхапарва

Ілюстрація з Сапхапарви

Сабхапарва (санскр. सभापर्व, «Книга про зібрання») — друга книга «Махабхарати», що складається з 2,4 тисяч двовіршів (72 глави за критичним виданням у Пуні). «Сабхапарва» оповідає про об'єднання давньоіндійських князівств під проводом Пандавів і про те, як їх позбавили царства їхні ж двоюрідні брати Каурави за підсумками нечесної гри у кості.

## Сюжет

### Оповідання про палаци зібрань
Вайшампаяна продовжує розповідати Джанамеджаї про долю Пандавів. Данава Майя питає Арджуну, чим може прислужитись йому у вдячність за порятунок від розлючених Крішни й Паваки. Арджуна після наполягань Майї пропонує йому зробити щось для Крішни. Останній прохає Майю збудувати для Юдхіштхіри палац, який не зміг би відтворити жоден з людей у всьому світі. Майя створює план палацу, і Крішна з Арджуною представляють Майю царю Юдхіштхірі. Відпочивши якийсь час, Майя починає зведення палацу. Крішна, попрощавшись із Пандавами, відбуває до столиці свого царства Двараки. Майя з дозволу Арджуни поїхав на озеро Біндусарас та приніс звідти кришталеве начиння для палацу, палицю для Бхімасени й раковину девадатту для Арджуни. Повернувшись, він упродовж чотирнадцяти місяців збудував незрівняний палац площею десять тисяч ліктів. Увійшовши до палацу, цар Юдхіштхіра з братами влаштував пишне велелюдне свято, куди прийшов божественний мудрець Нарада у супроводі інших мудреців. Після тривалої бесіди, що стосувалась методів державного управління, Юдхіштхіра спитав у Наради, чи той бачив такий же палац чи кращий під час своїх подорожей багатьма різноманітними світами. Нарада ретельно змалював палаци зібрань Индри, Ями, Варуни, Кубери, що значно переважають палац Юдхіштхіри. На останок Нарада розповів про палац Брахми, який щохвилини набуває іншого вигляду, що неможливо змалювати. Брахма, перебуваючи у тому палаці, створює світи силою майї. Нарада каже, що наскільки неперевершеним є у всіх світах палац Брахми, настільки ж неперевершеним є палац Юдхіштхіри у світі людей. Юдхіштхіра звернув увагу, що лише царю Харішчандрі вдалось оселиться у палаці Індри, й запитав у Наради про причини цього. Нарада відповів, що за часів земного життя Харішчандра здійснив жертвопринесення раджасуя, а також передав побажання батька Пандавів, який пішов до світу пращурів, про необхідність здійснення жертвопринесення раджасуя царем Юдхіштхірою. Сказавши все це, Нарада разом зі своїми супутниками пішов, а Юдхіштхіра з братами почали розмірковувати про жертвопринесення раджасуя.

### Оповідання про нараду
Цар Юдхіштхіра, маючи намір здійснити жертвопринесення раджасуя, радиться із жерцями та родичами. Всі, кого він питав, беззастережно висловились на підтримку жертвопринесення. Юдхіштхіра все ж сумнівався, й він відрядив вісника до Крішни. Коли той прибув до Індрапрастхи, Юдхіштхіра спитав у нього поради та сподівався почути (на відміну від решти радників) й про слабкі сторно свого плану. Крішна розповів про могутнього царя Джарасандху, який збирався принести у жертву вісімдесят шість полонених царів. За словами Крішни, поки Джарасандха живий, Юдхіштхіра не зможе здійснити жертвопринесення раджасуя, а тому його слід убити. Юдхіштхіра схилився до відмови від жертвопринесення, остерігаючись за життя родичів, утім Арджуна з Крішною переконали його у необхідності битви.

### Оповідання про убивство Джарасандхи
Крішна запропонував план убивства Джарасандхи: оскільки того не були здатні перемогти навіть боги й асури, його слід було вбити в одноборстві голими руками. Для цього Крішна хотів потай підібратись до Джарасандхи втрьох з Арджуною та Бхімасеною й улаштувати поєдинок останнього з Джарасандхою. Юдхіштхіра погодився з запропонованим планом, і троє змовників вирушили до Маґадги у вбранні брахманів. Діставшись Маґадги, вони зруйнували шановану усіма верхівку гори Чайтьякі, а потім, увійшовши до міста, намастились пахощами та прикрасили себе вінцями, віднятими у торговців. Коли вони прийшли до Джарасандхи, той прийняв їх із шаною, але дорікнув за непристойну поведінку та зовнішній вигляд (прикрашені вінцями й намащені пахощами прибульці видавали себе за брахманів-снатаків). Крішна у відповів розкрив їхні особи й зажадав від Джарасандхи, щоб той або відмовився від запланованого людського жертвопринесення або бився з ними. Джарасандха поставив на престол свого сина Сахадеву й обрав противником у поєдинку Бхімасену. Битва тривала безперервно тринадцять діб і завершилась на чотирнадцяту добу перемогою Бхімасени. Після смерті Джарасандхи Крішна звільнив з ув'язнення царів, за що ті погодились допомогти Юдхіштхірі у виконанні жертвопринесення раджасуя. Син Джарасандхи Сахадева прийняв царство від Крішни й уклав союз із Пандавами. Потім Крішна, Арджуна та Бхімасена, а також звільнені царі прибули до Індрапрастхи, де їх радо прийняв Юдхіштхіра. Після завершення місії Крішна виїхав до свого міста.

### Оповідання про підкорення світу
З метою збагачення казни Пандави вирішили змусити платити данину всіх царів сусідніх країн. Дружніми вмовляннями та прямими завоюваннями Арджуна підкорив північну країну, Бхімасена — східну, Сахадева — південну, Накула — західну.

### Оповідання про жертвопринесення раджасуя
Після збагачення казни і комор Юдхіштхіра вирішив влаштувати жертвопринесення раджасуя. До нього приїхав Крішна і підтримав таке рішення. Брахмани благословили Юдхіштхіру, й він у супроводі численної свити вирушив до місця жертвопринесення. З різних країн туди прибули брахмани й отримали щедрі подарунки. Юдхіштхіра відрядив Накулу до Хастінапура за Бхішмою, Дроною, Дхрітараштрою, Відурою, Кріпою та всіма двоюрідними братами. Коли Каурави прибули до місця жертвопринесення, Юдхіштхіра радо прийняв їх та доручив кожному виконання почесних обов'язків. Потім він розпочав жертвопринесення раджасуя.

### Оповідання про піднесення почесного подарунку
Того дня, коли Юдхіштхіра мав бути окроплений водою, брахмани разом з царями здійнялись на середину жертовного помосту для віддання шани найбільш гідним. При вигляді такого видовища відлюдник Нарада замислився. Він згадав, що кшатрії, які були присутні, є богами, які втілились за наказом Нараяни. Сам же Нараяна народився у земному світі у людській подобі під іменем Крішна. Бхішма запропонував Юдхіштхірі подати почесні напої царям, і Сахадева за бажанням Бхішми та Юдхіштхіри подав почесні напої в першу чергу Крішні. Цар народу Чеді на ім'я Шишупала дорікнув Бхішмі та Юдхіштхірі за їхній вибір, а потім почав широко лаяти Крішну. Він нагадав присутнім, що Крішна — не цар (а пастух), не жрець і не найстарший за віком. На думку Шишупали, такої честі більш гідні присутні кшатрії та брахмани — батько Крішни Васудева, Друпада, Дрона та Двайпаяна. Володар країни Чеді відверто сказав Крішні, що той подібний до собаки, яка вилизує розлите топлене масло. Закінчивши промову, Шишупала залишив зібрання у супроводі згідних з ним царів. Юдхіштхіра утік слідом за Шишупалою та м'яко вмовляв. Бхішма зауважив, що не вартий м'яких слів той, хто не схвалює пошану для Крішни. На думку Бхішми, почесті надавались Крішні, виходячи з його слави, героїзму, перемог і численних чеснот. Більше того, Крішна був утіленим божеством, у якому представлені початок і загибель всіх світів. Сахадева оголосив, що поставить свою ногу на голову будь-якого з царів, хто терпіти не міг Крішну. Ніхто з присутніх царів не наважився відкрито вступити в конфлікт із Сахадевою, але багато хто почав обурюватись. Сахадева віддав шану тим, хто на неї заслуговував, й завершив церемонію. Володар Чеді тим часом підмовив однодумців шикуватись у бойові порядки та зашкодити завершенню жертвопринесення.

### Оповідання про убивство Шишупали
Юдхіштхіра, вбачаючи невдоволення багатьох царів, що зростало, спитав пораду у Бхишми. Той запропонував не хвилюватись через непристойну поведінку дурного Шишупали. Ображений такими словами, Шишупала висловив своє презирство Бхішмі, надав принизливу інтерпретацію уславленим діянням Крішни, а також пригадав злочинні діяння Крішни — убивство корів (маючи на увазі убивство дайтьї на ім'я Арішта у вигляді бика) та жінок (маючи на увазі убивство ракшаси на ім'я Путана у вигляді жінки). Цар країни Чеді також засудив убивство Джарасандхи, здійснене під керівництвом Крішни. Бхімасена розлютився через слова Шишупали та хотів накинутись на нього, але Бхішма утримав онука. Шишупала ж підбивав Бхімасену, вмовляючи Бхішму дозволити їм битись. Бхішма розповів про те, як був народжений Шишупала, та як йому у дитинстві було зумовлено загинути від рук його двоюрідного брата Крішни. За словами Бхішми, Шишупала — частинка божественної сили Харі, тому його прагнення до загибелі від руки Крішни означало повернення тієї частинки до первинного її власника. Шишупала продовжував сперечатись, і тоді Бхішма запропонував будь-кому битись із Крішною та увійти до тіла цього бога пі ля своєї смерті. Шишупала негайно вирішив битись, загрожуючи разом убити й Пандавів. Крішна у присутності царів, які зібрались, перелічив численні прощені ним злочини свого двоюрідного брата, однак не міг пробачити йому того, що він одного разу домагався дружини Крішни на ім'я Рукміні. Невгамовний Шишупала розв'язно потішався над Крішною та Рукміні, і Крішна розгніваний зніс йому голову диском. Потім на очах у всіх присутніх з тіла володаря Чеді здійнявся яскравий блиск, подібний до сонця. Прославивши Крішну, те сяйво увійшло до його тіла. З безхмарного неба почав іти дощ із блискавками, а земля здригнулась. Юдхіштхіра розпорядився здійснити поховальні обряди для вбитого та звів на трон царства Чеді сина Шишупали. Потім Юдхіштхіра завершив жертвопринесення раджасуя. Запрошені царі та Крішна вирушили до своїх володінь, і тільки Дурьодхана й Шакуні залишились у палаці зібрань.

### Оповідання про гру у кості
Під час проживання у палаці зібрань з Дурьодханою відбулось кілька кумедних подій: прийнявши кришталеву поверхню підлоги за воду, він зняв з себе весь одяг; іншого разу, прийнявши став за тверду поверхню, він провалився у воду в одязі; вважаючи кришталеві двері відчиненими, він ударився об них лобом; відчинені двері вважав зачиненими й позадкував від них. Дурьодхана надзвичайно болісно сприйняв сміх, викликаний його помилки. Розгніваний власною незграбністю, пишністю палацу та успіхами Пандавів, Дурьодхана повернувся до Міста Слона. Дорогою він розповів своєму дядькові Шакуні про душевні муки та висловив намір покінчити з собою через заздрість. Шакуні заспокоїв племінника та запропонував відняти царство у Пандавів, зігравши у кості з Юдхіштхірою. Прибувши до Дхрітараштри, Дурьодхана й Шакуні виклали йому свій злий план. Оскільки Дурьодхана шантажував батька своїм самогубством, Дхрітараштра віддав наказ збудувати великий прекрасний палац зібрань і розставити в ньому усюди гральні кості. Дхрітараштра безуспішно намагався відмовити сина від його намірів, а потім відрядив свого брата Відуру за Юдхіштхірою. Відура розповів Юдхіштхірі про заплановану гру у кості та про свою невдалу спробу переконати Дхрітараштру. Пандави разом з Драупаді приїхали до Хастінапура та зустрілись із Кауравами. Провівши ніч у відведених будинках, Пандави зранку прибули до палацу зібрань. Юдхіштхіра попередив про неприпустимість шахрайства під час гри (у відповідь Шакуні без сорому підніс мистецтво гравця, що володіє нечесними прийомами), а також висловив подив щодо підміни у грі Дурьодхани на його дядька Шакуні. Змушений все ж прийняти нав'язані умови, він вступив до гри. Шакуні шахрайством виграв у Юдхіштхіри багато великих ставок. Побачивши таке, Відура назвав Дурьодхану шакалом, що несе біду, й закликав Дхрітараштру наказати Арджуні вбити Дурьодхану. Останній у відповідь велемовно огризався. Шакуні продовжував вигравати у Юдхіштхіри нечесними прийомами за повного схвалення Дрхітараштри. Володар Пандавів в азарті програв спочатку все своє царство, потім братів і себе, а зрештою — спільну дружину Пандавів Кришну Драупаді. Тоді Духшасана за наказом свого брата Дурьодхани притягнув за волосся до зали зібрань вбрану в одну сукню Драупаді, у якої почалась менструація. Драупаді намагалась довести царям, що Юдхіштхіра програв її після себе, а значить, не мав права робити ставку як незаможний. Однак з усіх присутніх тільки син Дхрітараштри Вікарна підтримав її. Карна почав сперечатись із Вікарною та навів контраргумент: якщо Юдхіштхіра програв усе своє багатство, то і Драупаді була програна ним як частина багатства. Духшасана за вказівкою Карни намагався зняти з Драупаді єдину сукню, однак чудесним чином під багаторазово знятою сукнею щоразу виявлялась така ж інша. Бхімасена при вигляді такого видовища привселюдно присягнув напитись крові Духшасани. Відура закликав усіх царів висловити думку з приводу суперечки Драупаді й Карни, але вони мовчали. Коли Духшасана за розпорядженням Карни потягнув Драупаді до внутрішніх кімнат палацу, вона знову звернулась до царів. Бхішма, а за ним і Дурьодхана, запропонували вирішити суперечку про правомірність гри на Крішну Драупаді самим Пандавам, але ті були приголомшені. Карна продовжував знущатись над Пандавами і над Драупаді, і Дурьодхана, підтримуючи його, глузливо показав Драупаді своє стегно. Бхімасена присягнув розбити стегно палицею в битві. Дхрітараштра, довідавшись про знамення, що почались, спробував урятувати від загибелі свій рід і запропонував Драупаді три подарунки на вибір. Першим дарунком Драупаді обрала звільнення Юдхіштхіри від рабства, другим — звільнення решти Пандавів, а від третього подарунку відмовилась. Дхрітараштра все ще сподівався примирити своїх синів з Пандавами, а тому повернув Юдхіштхірі програне царство. Радісні Пандави з Крішною Драупаді вирушили до Індрапрастхи.

### Оповідання про подальшу гру
Дурьодхана, Карна і Шакуні здійснив ще одну спробу заволодіти царством Пандавів. Вони залякали Дхрітараштру удаваними приготуваннями Пандавів до війни та попрохали його схвалити ще одну гру у кості, де ставкою стане тринадцятирічне вигнання. Сторона, що програє, зобов'язується провести дванадцять років у лісах, а тринадцятий рік — потай серед людей у населеній країні. Якщо ж місце перебування тих, хто програє, на тринадцятому році буде розкритим, то їм доведеться піти до лісу ще на дванадцять років. За допомогою підступно отриманої відстрочки на тринадцять років Каурави сподівались завершити підготовку до війни. Дхрітараштра розпорядився повернути Пандавів. У наступній грі Шакуні лукавством обіграв Юдхіштхіру. Коли Пандави вирушили до лісу, Духшасана не згаяв нагоди ще раз познущатись над ними й над Крішною Драупаді. Розгніваний Бхімасена повторно присягнув напитись крові Духшасани. Дурьодхана насміхався над Бхімасеною, який ішов, той обіцяв його вбити і втретє повторив свій намір напитись крові Духшасани. Бхімасена також передбачив, що Карна буде вбитий Арджуною, а Шакуні — Сахадевою. Пандави присягнулись знищити Кауравів, якщо за тринадцять років їм не повернуть царство. Коли Пандави залишили Хастінапур, серед багатьох знамень відбулось сонячне затемнення, непередбачене астрономічними закономірностями.